# Doug Allder
Douglas Stewart Allder, più conosciuto con il diminutivo Doug Allder (Londra, 30 dicembre 1951) è un ex calciatore inglese, di ruolo centrocampista.

## Caratteristiche tecniche
Era un'ala sinistra.

## Carriera
Dopo aver giocato nelle giovanili del Millwall, nella stagione 1969-1970 all'età di 18 anni esordisce in prima squadra, giocando 23 partite nella seconda divisione inglese. Nella stagione successivo diventa titolare fisso dei Lions, con cui mette a segno 3 reti in 38 partite di campionato. Anche negli anni seguenti continua a giocare regolarmente da titolare nel club, restando in squadra fino al termine della stagione 1974-1975, conclusa con una retrocessione in terza divisione; in carriera ha totalizzato complessivamente 227 partite e 12 reti (203 presenze e 10 reti nella seconda divisione inglese, 12 presenze in FA Cup e 12 presenze ed una rete in Coppa di Lega). Nell'estate del 1975 viene ceduto all'Orient in uno scambio che vede Barrie Fairbrother e Terry Brisley fare il tragitto opposto; rimane nel club fino al termine della stagione 1976-1977, dopo ulteriori 41 presenze in seconda divisione. Nell'estate del 1977 rimane svincolato: inizialmente si aggrega con un provino al Torquay Utd, club di quarta divisione, dove gioca anche una partita in Coppa di Lega; successivamente firma un contratto della durata di un mese con il Watford, club della medesima categoria, con cui gioca però solamente una partita di campionato, venendo poi lasciato svincolato. Nell'ottobre del 1977, dopo un provino con esito positivo, si accasa al Brentford, con cui realizza 2 reti in 31 presenze e conquista una promozione dalla quarta alla terza divisione, categoria nella quale nel biennio successivo gioca poi 57 partite senza mai segnare. Nell'estate del 1980, nuovamente svincolato, scende di categoria: gioca infatti fino al termine della stagione 1981-1982 a livello semiprofessionistico, in vari club della Isthmian League (sesta divisione).